# مايك إل. ميرفي
مايك إل. ميرفي (بالإنجليزية: Mike L. Murphy)‏ هو رسام رسوم متحركة وكاتب سيناريو ومخرج أمريكي، ولد في 29 يناير 1975 في لوس غاتوس في الولايات المتحدة.

## وصلات خارجية
- مايك إل. ميرفي على موقع IMDb (الإنجليزية)
- مايك إل. ميرفي على موقع أول موفي (الإنجليزية)
- مايك إل. ميرفي على موقع كينوبويسك (الروسية)